# Metal Magic
Metal Magic – pierwszy studyjny album heavymetalowego zespołu Pantera wydany w 1983 roku. Producentem Metal Magic i kolejnych trzech wydawnictw zespołu był ojciec Dimebaga Darrella i Vinnie Paula (gitarzysty i perkusisty Pantery) – Jerry Abott (podpisany na wkładce płyty pseudonimem „The Eldn”). Dystrybucją albumu muzycy zajęli się własnoręcznie, tworząc niezależną wytwórnię płytową Metal Magic.
Muzycy Pantery „odcinają się” od glam-metalowych początków swojej twórczości, dlatego Metal Magic i trzy kolejne albumy zespołu nie są listowane na ich oficjalnej stronie.

## Twórcy
- Terry Glaze – śpiew
- Dimebag Darrell – gitara elektryczna
- Rex Brown – gitara basowa
- Vinnie Paul – perkusja

## Lista utworów
1. „Ride My Rocket” – 4:55
2. „I’ll Be Alright” – 3:13
3. „Tell Me If You Want It” – 3:44
4. „Latest Lover” – 2:54
5. „Biggest Part of Me” – 4:49
6. „Metal Magic” – 4:17
7. „Widowmaker” – 3:03
8. „Nothin’ on But the Radio” – 3:30
9. „Sad Lover” – 3:27
10. „Rock Out” – 5:45